# Aberdeen, Washington
Aberdeen je grad u američkoj saveznoj državi Washington. Prema popisu stanovništva iz 2010. u njemu je živjelo 16.896 stanovnika.